# San Lucas Ocotepec
San Lucas Ocotepec är en ort i kommunen San Felipe del Progreso i delstaten Mexiko i Mexiko. Samhället hade 2 861 invånare vid folkräkningen 2020.